# 고스트 (디스크 유틸리티)
시만텍 고스트(Symantec Ghost)는 시만텍 사의 개인용 컴퓨터 백업 및 복원 및 디스크 복제 기능을 제공하는 소프트웨어이다. 한때 노턴 고스트(Norton Ghost)로 불리기도 하였다.
원래 뉴질랜드 오클랜드 소재의 바이너리 리서치사가 개발하였으나 시만텍 사가 1998년 6월 24일에 이 회사를 인수하였다. 고스트(Ghost)는 "일반 하드웨어 기반 시스템 전송"(General Hardware-Oriented System Transfer)의 준말이다.
초기에 고스트는 FAT 파일 시스템만을 직접 지원하였으나, 섹터 복사를 수행함으로써 다른 파일 시스템도 복사할 수 있었다. 고스트는 나중에 1996년에 NTFS 파일 시스템을 지원하기 시작했으며, 이를 지원하는 프로그램 이름은 고스트워커(Ghostwalker)였다. 이 프로그램은 윈도우 NT 시스템을 구분하는 보안 ID를 변경한다. 고스트워커는 또한 윈도우 NT 기반 컴퓨터의 이름을 자체 인터페이스를 통해 수정할 수 있다. 고스트는 ext2 파일 시스템을 1999년에 지원하였고, 나중에 ext3를 지원하기 시작했다.
시만텍은 공식 홈페이지를 통하여 2013년 4월 30일자로 노턴 고스트(개인용)의 판매를 중단한다고 밝혔다. 기업용 고스트는 노턴 고스트와 관계없이 계속 판매 중이다.

## 버전 역사
| 리서치 이진 버전                                                            |                  |
| 시만텍 고스트 기업용 버전 (계속 판매 및 지원)                               | 공개일           |
| --------------------------------------------------------------------------- | ---------------- |
| 고스트 6.5 엔터프라이즈 에디션                                              | 2000년 9월 18일  |
| 고스트 7.0 엔터프라이즈 에디션                                              | 2001년 4월 19일  |
| 고스트 7.5 코퍼레이트 에디션                                                | 2002년 1월 15일  |
| 고스트 8.0 코퍼레이트 에디션                                                | 2003년 10월 20일 |
| 고스트 솔루션 수트 1.0 (고스트 8.2)                                         | 2004년 11월 15일 |
| 고스트 솔루션 수트 1.1 (고스트 8.3)                                         | 2005년 12월 12일 |
| 고스트 솔루션 수트 2.0 (고스트 11.0)                                        | 2006년 12월 4일  |
| 고스트 솔루션 수트 2.0.1 (고스트 11.01)                                     | 2007년 4월 23일  |
| 고스트 솔루션 수트 2.5 (고스트 11.5)                                        | 2008년 8월 10일  |
| 노턴 고스트 개인용 버전 (판매 및 지원 중단)                                 | 공개일           |
| 고스트 5.1 퍼스널 에디션                                                    | 1999년 7월 13일  |
| 고스트 2000 퍼스널 에디션                                                   | 1999년 8월 2일   |
| 고스트 2001 (고스트 6.0)                                                    | 2000년 9월 28일  |
| 고스트 2002 (고스트 7.0)                                                    | 2001년 9월 5일   |
| 고스트 2003                                                                 | 2002년 8월 27일  |
| 고스트 9.0 (포함: 고스트 2003)                                              | 2004년 8월 2일   |
| 고스트 10.0 (포함: 고스트 2003)                                             | 2005년 9월 13일  |
| 세이브 앤드 리스토어(Save & Restore) (고스트 10.0 플러스 파일 백업 및 복원) | 2006년 2월 27일  |
| 고스트 12.0                                                                 | 2007년 2월 19일  |
| 세이브 앤드 리스토어(Save & Restore) 2.0 (고스트 13)                        |                  |
| 고스트 14                                                                   | 2008년 2월 12일  |
| 고스트 15                                                                   |                  |

### 부연 설명

#### 고스트 9.0 (포함: 고스트 2003)
2004년 8월 2일 발매되었다.
복구 디스크 : 고스트 9.0의 복구 디스크(Recovery Disk) 한 장이 다운로드/CD 안에 수록되어 있다.

#### 고스트 10.0 (포함: 고스트 2003)
CDR/RW 및 DVD+-R/RW 드라이브를 지원한다. 또한 USB, 파이어와이어(IEEE 1394) 장치, 아이오메가 집 및 재즈 드라이브도 지원한다. 백업을 암호화할 수 있다. 또한 맥스터의 원터치 버튼 및 맥스터의 외장 드라이브를 지원한다.

#### 노턴 세이브 앤드 리스토어 1.0 (고스트 10.0)
노턴 세이브 앤드 리스토어(Norton Save And Restore) 1.0은 2006년 2월 발매되었다. 고스트의 소비자용 버전이었다. 이름이 바뀐 것이었다. 이 응용 프로그램은 고스트 10.0 엔진을 사용했다. 각각의 파일을 백업하거나 복구할 수 있는 기능이 들어가 있었다.

#### 고스트 솔루션 수트 2.0 (고스트 11.0)
고스트 솔루션 수트(Ghost Solution Suite) 2.0은 2006년 11월 발매되었다. 이 버전에서는 성능이 향상되었다. NTFS 이미지를 편집할 수 있는 기능이 추가되었다. 이 버전은 또한 윈도우 비스타 및 윈도의 x64버전을 지원하였다. 또한 GUID 파티션 테이블 (GPT)를 갖고 있는 디스크를 지원하였다. (비록 확장 펌웨어 인터페이스 (EFI) 호환 펌웨어 인터페이스를 갖고 있는 시스템을 완전히 지원하지는 못하였다.)

#### 고스트 12.0
고스트 12.0는 윈도우 비스타를 지원한다. 최신 버전은 12.0.3.24711이다.

#### 노턴 세이브 앤드 리스토어 2.0 (NSR2.0/Ghost 13.0)
노턴 세이브 앤드 리스토어 2.0은 노턴 고스트 12에 비해 기능이 적게 들어가 있다. 원타임(one-time) 백업을 지원하며, 개별 파일/폴더 백업을 지원한다. 스케줄 편집 기능이 간단하게 들어가 있으며, 맥스터 원터치 인티그레이션 및 변경 가능한 시맨텍 복구 디스크 지원 기능이 들어가 있다.
이 버전은 윈도우 XP 및 윈도우 비스타의 32비트, 64비트 버전을 모두 지원한다.

#### 고스트 14
고스트 12와 거의 같다. 하지만 새로운 백업 방식을 사용하여, 이전의 고스트 버전과 호환되지 않는다. 이는 새로운 V2I 확장자를 가진 파일이다. (기존의 백업 파일은 Ghost Explorer로만 볼 수 있다.) 추가된 기능은 스토리지 선택사항으로 시큐어 FTP(secure FTP) 사이트를 통한 원격 백업 스토리지 지원 기능이 들어가 있다. 또한 점층적 백업(incremental backup)을 수행하는데, 스레트콘이라는 악성 코드 탐지 유틸리티가 시스템이 일정한 위험 수준에 도달했다고 판단하면 노턴 고스트로 하여금 백업을 하도록 유도한다. 하지만 이 기능은 인터넷에 접속되어 있을 경우에만 동작한다. 이 기능은 로컬 공격에는 무방비이다.
고스트 버전 14는 또한 네트워크-어태치드 스토리지로의 백업 기능을 지원한다. 또한 최대 16TB 크기의 NTFS 파티션을 지원한다. 다른 기능 및 유저 인터페이스는 버전 12와 거의 흡사하다.

#### 고스트 솔루션 수트 2.5 (고스트 11.5)
노턴 고스트 11.5가 포함되어 있다. DeployAnywhere, 핫 이미징, 논리 볼륨 지원을 지원하며, 새로운 PreOS (부팅 디스크)를 사용한다. 또한 새로운 이미지를 지원하는데 대표적으로 VMWare에서 사용되는 가상 하드 디스크 드라이브 이미지인 VMDK 이미지를 지원한다. 추가로 BESR(Symantec Backup Exec System Recovery)과 PQi(PowerQuest Image)가 있다. 고스트 최신 버전은 11.5.1.2266이며, 윈도 7 및 윈도 서버 2008 R2에 대한 지원을 제공한다.

#### 고스트 15
고스트 14와 거의 같고 윈도 7에 최적화되어 있으며, 블루레이 디스크(Blu-Ray Disk) 백업 및 복원 기능 및 비트라커(BitLocker) 암호화 볼륨의 지원이 추가되었다. 최신 버전은 15.0.1.36526이다.

## 같이 보기
- 디스크 복제

## 참조
- 시만텍 뉴스